# Summer in Paradise
| 전문가 평가                   | 전문가 평가 |
| 평가 점수                     | 평가 점수   |
| 출처                          | 점수        |
| ----------------------------- | ----------- |
| AllMusic                      | [ 1 ]       |
| Blender                       | [ 2 ]       |
| Encyclopedia of Popular Music | [ 3 ]       |
| Sputnikmusic                  | [ 4 ]       |

《Summer in Paradise》는 1992년 8월 3일, 브라더 레코드가 발매한 미국의 록 밴드 비치 보이스의 스물일곱 번째 스튜디오 음반이다. 테리 멜처가 프로듀싱한 이 음반은 브라이언 윌슨의 새로운 기여가 전혀 없는 유일한 음반이다. 이 음반은 미국이나 영국에서 차트 작성에 실패했고 거의 만장일치로 부정적인 평가를 받는 등 이 밴드의 비판적이고 상업적인 저점으로 묘사되어 왔다. 북미에서는 이 그룹이 CD와 카세트로만 발매한 첫 음반으로 한국에서 발매된 희귀한 바이닐 압착만이 있을 뿐이다. 비치 보이스는 2012년 《That's Why God Made the Radio》가 나올 때까지 원곡의 음반을 한 장도 더 녹음하지 않았다. 《Summer in Paradise》는 2000년에서 2001년 사이의 캐피틀 레코드의 비치 보이스 CD 재발행 캠페인과 그 외 대부분의 음반 제작에 대한 모든 재발행에서 제외되었다. 이 음반과 전작인 《Still Cruisin'》은 모두 현재 절판되었다.

## 홍보
〈Hot Fun in the Summertime〉은 1992년 7월, 음반 홍보차 발매된 첫 번째이자 유일한 상업용 싱글로 〈Summer of Love〉와 함께 패키징되었다. 〈Forever〉는 올해 말 미국의 라디오 방송국에 홍보용 싱글로 발매되었다. 이 싱글은 "AC 믹스," "CHR 믹스," 그리고 "CD 믹스"의 세 가지 다른 혼합 트랙을 제공했다. "CHR 믹스"는 존 스테이모스와 게리 그리핀이 리믹스한 것으로 미국과 영국 음반 버전과는 다른 독특한 리믹스다. 스테이모스는 1993년 인기 TV 쇼인 《풀 하우스》의 시즌 동안 음반 홍보를 도왔다. 음반과 CD의 포스터는 그가 매일 라디오 쇼를 진행하는 스튜디오에서 자주 보여진다. 게다가, 〈Summer of Love〉는 1995년 미국에서 홍보용 싱글로도 발매되어 그 해 《SOS 해상 구조대》에 밴드가 출연하는 것과 결부되었다.

## 곡 목록
| #   | 제목                                       | 작사·작곡                  | 리드 보컬              | 재생 시간 |
| --- | ------------------------------------------ | -------------------------- | ---------------------- | --------- |
| 1.  | 〈Hot Fun in the Summertime〉              | 실베스터 스튜어트          | 마이크 러브, 칼 윌슨   | 3:29      |
| 2.  | 〈Surfin'〉                                | 브라이언 윌슨, 마이크 러브 | 러브, C. 윌슨          | 3:45      |
| 3.  | 〈Summer of Love〉                         | 러브, 테리 멜처            | 러브                   | 2:51      |
| 4.  | 〈Island Fever〉                           | 러브, 멜처                 | 러브, C. 윌슨          | 3:27      |
| 5.  | 〈Still Surfin'〉                          | 러브, 멜처                 | 러브                   | 4:03      |
| 6.  | 〈Slow Summer Dancin' (One Summer Night)〉 | 브루스 존스턴, 대니 웹     | 브루스 존스턴, 앨 자딘 | 3:23      |
| 7.  | 〈Strange Things Happen〉                  | 러브, 멜처                 | 러브, 자딘             | 4:42      |
| 8.  | 〈Remember (Walking in the Sand)〉         | 조지 모턴                  | C. 윌슨                | 3:31      |
| 9.  | 〈Lahaina Aloha〉                          | 러브, 멜처                 | 러브, C. 윌슨          | 3:44      |
| 10. | 〈Under the Boardwalk〉                    | 아티 레스닉, 케니 영       | 러브, C. 윌슨          | 4:07      |
| 11. | 〈Summer in Paradise〉                     | 러브, 멜처, 크레이그 폴    | 러브                   | 3:52      |
| 12. | 〈Forever〉                                | 데니스 윌슨, 그레그 야콥슨 | 존 스테이모스          | 3:05      |